# سماوي إسباني
السماوي إسباني (بالإنجليزية: Spanish sky blue)‏ هو أحد تدرجات اللون الأزرق السماوي.